# Aeródromo de Birofeld
El Aeropuerto de Birofeld (del ruso: Аэропорт Бирофельд) (IATA: , ICAO: ) es una pequeña pista de aterrizaje ubicada 3 km al sur de Birofeld, y a unos 40 km al sur de Birobidzhán, capital del óblast autónomo Hebreo, Rusia. 
No debe ser confundido con la Base aérea de Birofeld, situada 11 km al noroeste de la población del mismo nombre.

## Pista
Cuenta con una pista de hormigón en dirección 09/27 de 1.000 x 80 m (3.281 x 262 pies). No dispone ni de plataforma ni de terminales de ningún tipo.